# Withering Surface
Withering Surface war eine dänische Melodic-Death-Metal-Band aus Naestved.

## Geschichte
Die Band wurde im Oktober 1994 gegründet und bestand ursprünglich aus dem Sänger Michael H. Andersen, den Gitarristen Jimmy Christensen und Allan Tvedebrink, dem Bassisten Kaspar Boye Larsen und dem Schlagzeuger Jakob Gundel. Ein Jahr später veröffentlichte die Band das Demo Unique, das vom nationalen dänischen Radio zum „Demo des Jahres“ gewählt wurde. Gitarrist Jimmy Christensen wurde durch Heinz Schultz ersetzt, bevor die Band im April 1997 über Euphonious Records ihr Debütalbum Scarlet Silhouettes veröffentlichte. Das Album wurde von Frederik Nordström produziert. Als Gastmusiker steuerte der damalige In-Flames-Gitarrist Jesper Strömblad ein Gitarrensolo bei.
Es folgte eine Tournee durch Deutschland mit Night in Gales und Purgatory, bevor es bei Withering Surface mehrere Umbesetzungen gab. Gitarrist Heinz Schultz wurde durch Morten Ryberg ersetzt, der kurze Zeit später ebenfalls die Band verließ. Schlagzeuger Jakob Gundel verließ nach dem Aufnahmen zum zweiten Album The Nude Ballet die Band und spielte später bei Invocator. Er wurde kurzzeitig durch Niels Jørgenson ersetzt, bevor Nikolaj Borg das Schlagzeug übernahm. The Nude Ballet erschien im November 1998 und wurde erneut von Frederik Nordström produziert. Marcel Lech Lysgaard wurde 1999 neuer zweiter Gitarrist, wurde jedoch schon ein Jahr später durch Jacob Krogholt ersetzt. Mit Morten Lybecker wurde noch ein Keyboarder in die Band aufgenommen.
Über Copro Records wurde im Oktober 2001 das dritte Album Walking on Phantom Ice veröffentlicht, das unter anderem vom ehemaligen Arch-Enemy-Sänger Johan Liiva produziert wurde. Anfang 2003 verließen Morten Lybecker und Nikolaj Borg die Band wieder, wobei Borg durch Lukas Meier ersetzt wurde. Es folgte eine Europatournee mit Iniquity. Überreste aus der Produktion von Walking on Phantom Ice wurden im gleichen Jahr mit der EP Ichor in Eigenregie veröffentlicht. Ende 2003 kehrte Nikolaj Borg zurück und die Musiker begannen mit den Arbeiten an dem Album Force the Pace, das von Tue Madsen produziert und im Januar 2004 von Scarlet Records veröffentlicht wurde. Im Dezember 2004 verkündete die Band ihre Auflösung. Am 26. Februar 2005 spielten Withering Surface in Kopenhagen ihr letztes Konzert. Kaspar Boye Larsen und Allan Tvedebrink gründeten daraufhin die Band The Kandidate.

## Diskografie

### Alben
- 1997: Scarlet Silhouettes
- 1998: The Nude Ballet
- 2001: Walking on Phantom Ice
- 2004: Force the Pace
- 2020: Meet Your Maker

### Sonstige
- 1995: Unique (Demo)
- 1999: Forever Fragile (Single)
- 2000: Joyless Journey (Demo)
- 2003: Ichor (EP)